# 상지여자고등학교
상지여자고등학교(尙志女子高等學校)는 대한민국 강원특별자치도 원주시 개운동에 있는 사립 고등학교이다.

## 학교 연혁
- 1964년 1월 8일 : 학교법인 성화학원 설립인가
- 1966년 11월 17일 : 성화여자고등학교 설립인가
- 1967년 3월 6일 : 성화여자고등학교 개교
- 1967년 3월 10일 : 성화여자종합고등학교로 교명 변경 (보통과 1학급, 상업과 1학급)
- 1973년 9월 17일 : 성화여자상업고등학교로 교명 변경 (상업과 5학급)
- 1974년 4월 4일 : 김문기 설립자 이사장 취임
- 1982년 8월 18일 : 학교법인 상지문학원으로 명칭 변경 및 상지여자종합고등학교로 교명 변경
- 2001년 10월 6일 : 상지여자고등학교로 교명 변경 인가
- 2002년 10월 28일 : 김길남 이사장 취임
- 2011년 8월 19일 : 학과 개편 승인 (보통과 11학급)
- 2022년 3월 1일 : 제14대 김동희 교장 취임
- 2025년 1월 7일 : 제56회 졸업식 279명(총 20,375명)
- 2025년 3월 4일 : 2025학년도 신입생 291명 입학

## 참고 자료
- 상지여자고등학교 - 한국교육학술정보원 학교알리미